# Теофилакт (син цара Михајла I)
Теофилакт (око 793 — 15. јануар 849) је био најстарији син византијског цара Михаила I Рангабеа ( в. 811–813 ) и унук, по мајчиној страни, цара Нићифора I ( в. 802–811 ). Био је цар - савладар заједно са својим оцем за време његове владавине, и био је пострижен, кастриран и прогнан на острво Плате након свргавања, под монашким именом Евстратије .

## Биографија
Теофилакт је син цара Михаила I Рангабеа и Прокопије око 793 . Он је био најстарије дете пара, али списак његове браће и сестара дат у хагиографији цариградског патријарха Игњатија i, који је био најмлађи брат Теофилакта, није јасно да ли је он најстарије дете или је рођен после његове најстарије сестре Горге.  Исти извор наводи и да је крунисан уз свог брата Ставракија.  Добио је име по свом деди по оцу, дроунгариосу из Додеканеса Теофилакту Раангабеу, који је учествовао у неуспешној завери да отме престо од царице -  намеснице Свете Ирине од Атине 780.  Ипак, његов деда по мајци, цар,  Нићифор I ( в. 802–811 ), постао генерал Логотет (министар финансија) под царицом Ирином пре него што ју је на крају свргнуо у октобру 802. 
Након Нићифорове погибије у бици код Плиске 26. јула 811. и сакаћења његовог јединог сина и наследника Ставракија у истој бици, 2. октобра византијски сенат и јединице тагматске гарде прогласиле су Нићифоровог зета Михаила Рангабеа за цара и приморали су цара Ставракија да абдицира.   Михаило је одмах кренуо да учврсти своју власт, поделивши раскошне поклоне, крунисао своју жену као Августу 12. октобра, и коначно, крунисао Теофилакта – тада осамнаестогодишњака – за цара - савладара у Аја Софији на Божић, 25. децембра 811.   Отприлике у исто време, цар Михаило I је послао у дипломатску мисију епископа Михаила од Синаде на франачки двор, што је, између осталог, покренуло перспективу царског брака између Теофилакта и једне од кћери Карла Великог . Упркос топлом пријему у Ахену и ратификацији мировног споразума између ова два царства, цар Карло I Велики, можда опрезан након поновљених неуспеха узастопних настојања да се то постигне током претходних деценија, оклевао је да пристане на брачни савез.  
Ништа се даље не зна о Теофилакту све до 11. јула 813, када се цар Михаило I, суочен са војном побуном под Лавом Јерменским, одрекао престола. Цар Михаило I и његова породица потражили су уточиште у цркви Богородице са Фароса, где су били пострижени у монахе и монахиње. Цар Михаило I и његови синови су кастрирани како би били неспособни да преузму трон у будућности, и прогнани на Плате, једно од принчевских острва у Мраморном мору (иако каснији историчари Јован Скилица и Зонара уместо тога помињу острво Проте ) . Цар Лав V им је доделио годишњу апанажу за издржавање.   Према Теофановом Настављачу, Теофилакт, који је примио монашко име Јевстратије (Ευστρατιος), умро је пет година после свог оца, 15. јануара 849, и сахрањен је поред њега у цркви на острву Плате.  Теофанов Настављач такође извештава да је његово тело (или можда тело његовог оца) касније пренео његов брат, патријарх Игњатије, у манастир познат као „ тоу Сатироу “. 